# Parisi
Parisi é um município brasileiro do estado de São Paulo. A cidade tem uma população de 3.001 habitantes (IBGE/2024).

## História
Parisi tem suas origens por volta de 1930. O nome do município é decorrente dos proprietários de uma das duas fazendas que começaram sua história, ou seja, Fazenda Parisi e a Fazenda Marco. Alguns pequenos lotes dessas fazendas foram vendidos a comerciantes que estabeleceram seus comércios e suas residências. Ao longo da hoje conhecida Rua Dr Fernando Costa, começou então a primeira e pequena aglomeração urbana, pela qual surgiu a Vila Parisi e a Vila Marco (respectivamente à direita e à esquerda da citada rua).
Anos depois, com a venda da Fazenda Marco, o espaço tornou-se Vila Parisi. Em 1948, através da Lei 233 de 24 de outubro, a vila tornou-se distrito de Votuporanga, com sede no povoamento do mesmo nome e com terras desmembradas do distrito de Álvares Florence (ex-Igapira). O crescimento e desenvolvimento do distrito culminou no processo de emancipação, iniciado em 1989 pela Comissão Emancipadora do Distrito de Parisi, sendo elevado a município pela Lei Estadual nº 7664, publicada a 13 de dezembro de 1991.

## Geografia
Localiza-se a uma latitude 20º18'13" sul e a uma longitude 50º00'53" oeste, estando a uma altitude de 496 metros. Possui uma área de 84,5 km².

### Hidrografia
- Ribeirão do Marinheiro

### Rodovias
- SP-320
- SP-461

## Demografia

### População
| Crescimento populacional                             | Crescimento populacional | Crescimento populacional | Crescimento populacional |
| Ano                                                  | População Total          |                          | %±                       |
| ---------------------------------------------------- | ------------------------ | ------------------------ | ------------------------ |
| 2000                                                 | 1 948                    |                          | —                        |
| 2010                                                 | 2 032                    |                          | 4,3%                     |
| 2022                                                 | 2 892                    |                          | 42,3%                    |
| Est. 2024                                            | 3 001                    | [ 4 ]                    | 3,8%                     |
| Fontes: Censos Demográficos IBGE e Estimativas SEADE |                          |                          |                          |

### Dados demográficos
Dados do Censo - 2010
População total: 2.200
- Urbana: 1,811
- Rural: 389
- Homens: 1.044[9]
- Mulheres: 988

Densidade demográfica (hab./km²): 24,04
Dados do Censo - 2000
Mortalidade infantil até 1 ano (por mil): 0,00
Expectativa de vida (anos): 70,12
Taxa de fecundidade (filhos por mulher): 1,94
Taxa de alfabetização: 86,57%
Índice de Desenvolvimento Humano (IDH-M): 0,756
- IDH-M Renda: 0,676
- IDH-M Longevidade: 0,752
- IDH-M Educação: 0,840

(Fonte: IPEADATA)

## Política e administração

### Governo
- Prefeito: Rosinei Aparecida Silvestrini dos Santos (2017/2020)
- Vice-prefeito:  Devair Alves Pereira
- Presidente da câmara: - Thiago Catalano Pereira

### Símbolos municipais
O brasão do município foi criado pela desenhista industrial Denise Maria Sanches da Rocha Ferreira a pedido do primeiro prefeito da cidade, Alzimiro Brantis, na ocasião em que o então distrito de Parisi se emancipou de Votuporanga.

## Infraestrutura

### Comunicações
O sistema de telefones automáticos, assim como o sistema de discagem direta à distância (DDD) com o código de área (0174), foram implantados pela Telecomunicações de São Paulo (TELESP).
Na década de 90 o código DDD da cidade foi alterado para (017), para padronização do sistema telefônico com a telefonia celular que estava sendo implantada em todo o estado.

## Religião
O Cristianismo se faz presente na cidade da seguinte forma:

### Igreja Católica
- A igreja faz parte da Diocese de Votuporanga.[13]

### Igrejas Evangélicas
Entre as igrejas protestantes históricas, pentecostais e neopentecostais, encontram-se na cidade:
- Assembleia de Deus Ministério do Belém.[16][17]
- Congregação Cristã no Brasil.[18]